# Brasão de Bento Gonçalves (Rio Grande do Sul)

Brasão de Bento Gonçalves

O brasão de Bento Gonçalves é um símbolo do município brasileiro de Bento Gonçalves, no estado do Rio Grande do Sul.
O brasão foi criado em 12 de dezembro de 1966 pela lei municipal 216, e é utilizado em todos os documentos oficiais do município.
O brasão recorda em seus símbolos e cores o desenvolvimento industrial do município, a uva, o vinho e o caráter do seu povo, expresso pelo dinamismo e organização.